# Памятник Дзержинскому (Волгоград)
Памятник Дзержинскому — памятник Феликсу Эдмундовичу Дзержинскому на одноименной площади Тракторозаводского района.

## История
В 1926 году состоялась закладка Сталинградского тракторного завода. В том же году умер Феликс Дзержинский, и заводу, ещё на стадии строительства, было присвоено его имя. Перед центральной проходной завода в 1932 году была установлена временная модель памятника, а с 17 июня 1935 года — бронзовый памятник (скульптор — Сергей Меркуров).
Памятник Дзержинскому стал одним из четырёх памятников города, переживших Сталинградскую битву, наряду с памятниками Гоголю (1910) и Ерману (1925) в Комсомольском саду, а также памятником Хользунову (1940) на Центральной Набережной. За дни войны у памятника Дзержинскому была разрушена левая указующая рука, она была восстановлена после войны скульптором художественной мастерской Тракторного завода Раковым.
В 1960 году постамент был облицован гранитом.
В 2015 году был произведён капитальный ремонт постамента памятника, а в 2023 году — капитальный ремонт самого памятника.

## Технические данные
Высота бронзовой скульптуры — 4,3 м, высота постамента — 6,48 м.